# 時代雜誌
《時代》（英語：Time，注册商标为大写的），又稱《時代週刊》、《時代雜誌》等，是於1923年開始在美國出版的新聞雜誌。現今的《時代》共有四種版本，包括了美國主版、歐洲版、亞洲版、南太平洋版。歐洲版（Time Europe，舊稱）出版於倫敦，亦涵蓋了中東、非洲和拉丁美洲的事件。亞洲版（Time Asia）出版於香港。南太平洋版出版於悉尼，涵蓋了澳大利亚、新西兰和群岛。《時代》之前曾发行过加拿大版（内容与美国版相同，广告刊登的是加拿大本地广告），自2008年12月起，终止发行加拿大广告客户版，目前在加拿大发行的版本均为美国版。
目前《時代》雜誌由SalesForce創辦人Marc Benioff全資持有。

## 历史
1923年3月23日，亨利·卢斯与他的耶鲁同学布里顿·哈登（Briton Hadden）出版了名为“时代：每周新闻杂志”（"Time: The Weekly News Magazine"）的第一期《时代》。他们在全面考察了20世纪20年代的形势后，在发起书中宣告：
尽管美国的每日新闻事业比世界上其他任何国家都要发达——尽管外国人对我们的期刊的卓越啧啧称奇，如《世界的工作》、《世纪》、《文摘》、《展望》（outlook）等——但是多半美国人了解的情况甚为贫乏。这并非日报的过失；它们刊载了所有的消息。这并非每周“回顾”的过失；它们对新闻作出了恰当的发展和评论。随随便便就将这种情形归咎于人们自己的过失，是一种武断的做法。人们之所以不了解情况，是因为没有一种出版物能适应忙人的时间，使他们费时不多，却能周知世事。
哈登在《时代》发行量破20万后，于1929年去世，卢斯成为《时代》掌门人。

## 封面人物

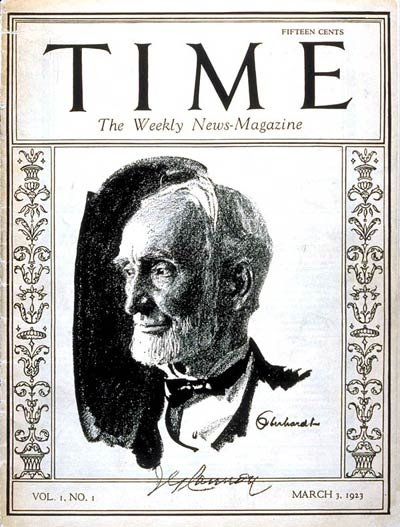
1923年3月2日，《时代》創刊，封面人物是當時的美國眾議院議長約瑟夫·葛尼·坎農

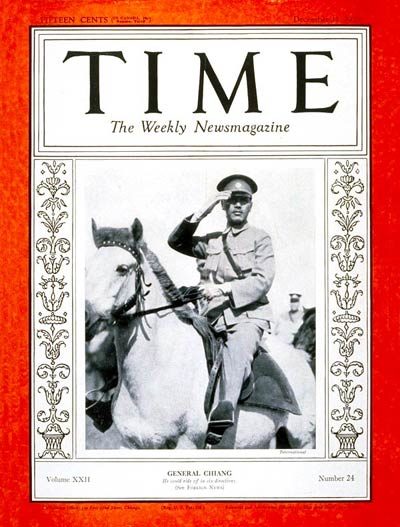
1933年12月11日，封面人物是當時的中華民國国民政府军事委员会委员长蔣中正

《时代周刊》已被公认为是美国最重要的新闻杂志之一，曾經成為《時代》美國版封面人物的華人知名人物有吴佩孚、何振梁、蔣中正、馮玉祥、宋美齡、陳立夫、阎锡山、吳國楨、毛澤東、周恩來、鄧小平、林彪、江青、李嘉誠、李登輝、楊振寧、王建民、王維林、薄熙來、习近平、李娜、蔡英文、賴清德等。
其他相關人物包括第十四世達賴喇嘛、马哈迪·莫哈末。
- 時代封面人物列表 (1920年代)
- 時代封面人物列表 (1930年代)
- 時代封面人物列表 (1940年代)
- 時代封面人物列表 (1950年代)
- 時代封面人物列表 (1960年代)
- 時代封面人物列表 (1970年代)
- 時代封面人物列表 (1980年代)
- 時代封面人物列表 (1990年代)
- 時代封面人物列表 (2000年代)
- 時代封面人物列表 (2010年代)
- 時代封面人物列表 (2020年代)

## 特殊版面

### 年度風雲人物
自1927年起，《时代杂志》每年年底都會選出該年度的時代年度風雲人物，是對該年度最有影響力的人、事的总结，可能是一個人、數個人（阿波羅8號太空人）、一群人（如1966年的嬰兒潮世代、2011年的「示威抗議者」）。中华人民共和国第二代领导人鄧小平曾于1978年和1985年二次获选。與中華民國相關的人物包括蔣中正、宋美齡、何大一。其他知名人物還包括柯拉蓉。
非自然人而獲選者包括1982年的個人電腦（The Computer）與1988年的濒危的地球（Endangered Earth）。
1999年獲選為二十世紀風雲人物的是亞馬遜公司創辦人和CEO傑夫·貝佐斯。

### 時代百大人物
自2004年開始，《時代雜誌》決定將其變為一項每年評選，選取當年度世界上最具有影響力的100位人物。

### 红色X封面
在时代杂志的历史中，有6个特殊版面，用一个红色的叉涂抹在一个具体事物上。
- 1945年5月7日，柏林战役结束后，时代杂志第一次发行这样的版面，一个红色的叉出现在希特勒的脸上[15]。

- 第二次同样出现在1945年，时代杂志出版的封面上日章旗被红叉覆盖着，标志着日本投降、二战结束[16]。

- 2003年4月21日，美英联军发动伊拉克战争的两周后，杂志第三次发行这样的封面，一个红色的叉覆盖在萨达姆的脸上[17]。

- 2006年6月13日，美军对伊拉克的一次空袭后，杀死了基地组织的第三号头目扎卡维，时代杂志也发行了类似的封面[18]。

- 2011年5月，时代杂志第五次发行这样的封面，当时美国海军刺杀了基地组织头目本·拉登，这一事件宣告了反恐战争的阶段性胜利[19]。

- 2020年，因2019冠状病毒病疫情，最近一次，即第六次，是在2020年12月，时代杂志将一个红叉打在“2020”上，下有英文“史上最糟一年”[20]，以形容2019冠状病毒病疫情在2020年对全世界的影响。

### 美国总统大选封面
- 2020年10月22日，时代杂志第一次更改杂志标题，将“TIME”（时代）改为“VOTE”（投票），呼唤选民为即将举行的美国总统大选行使投票权。封面是艺术家Shepard Fairey绘制的红白蓝插图，图中一名女子戴着适合新冠大流行期间使用的面罩，面罩上描绘了一个投票箱和 "Vote！"的字样[21]。

## 編輯人员

### 編輯
与他的耶鲁同学
- 布里顿·哈登（1923年–1929年）
- 亨利·卢斯（1929年–1949年）
- 托马斯·斯坦利·马修斯（Thomas Stanley Matthews，1949年–1953年）
- 罗伊·亚历山大（Roy Alexander，1960年–1966年）

### 執行編輯
| 执行编辑                 | 任期开始 | 任期结束 |
| ------------------------ | -------- | -------- |
| 约翰·斯图尔特·马丁       | 1929年   | 1937年   |
| 曼弗雷德·戈特弗里德      | 1937年   | 1943年   |
| 托马斯·斯坦利·马修斯     | 1943年   | 1949年   |
| 罗伊·亚历山大            | 1949年   | 1960年   |
| 奥托·富尔布林格          | 1960年   | 1968年   |
| 亨利·阿纳托尔·格伦沃尔德 | 1968年   | 1977年   |
| 雷·凯夫                  | 1979年   | 1985年   |
| 杰森·麦克马纳斯          | 1985年   | 1987年   |
| 亨利·穆勒                | 1987年   | 1993年   |
| 詹姆斯·盖恩斯            | 1993年   | 1995年   |
| 沃尔特·艾萨克森          | 1996年   | 2001年   |
| 吉姆·凯利                | 2001年   | 2005年   |
| 理查德·斯坦格尔          | 2006年   | 2013年   |
| 南希·吉布斯              | 2013年   | 2017年   |
| 愛德華·費森塔爾          | 2017年   | 至今     |

## 主要竞争者（美国）
以下是美国其他主要新闻杂志的列表：
- 大西洋 （1857年）
- 彭博商业周刊（1929年）
- 纽约客（1925年）
- 国家（1865年）
- 琼斯母亲（1976年）
- 国家评论（1955年）
- 新共和（1914年）
- 新闻极限（1998年）
- 新闻周刊（1933年）
- 美国新闻与世界报道（1923年）
- 标准周刊（1995年–2018年）
- 世界（1986年）

## 争议
- 1968年，《时代周刊》刊登台灣北投某旅社男女出浴鏡頭，並加惡意的描寫；行政院新聞局局長魏景蒙閱後，邀約《時代雜誌》駐華特派員談話，並對該特派員說：「貴刊對黃色鏡頭頗感興趣；本人手頭有美國及歐洲各國之色情照片，貴刊是否亦予採用？」言畢，魏景蒙將外國之色情照片攤放在會客沙發椅前的茶几上，該特派員對魏景蒙莊諧並重的態度啞口無言、狀至尷尬[23]。
- 2019年發行的《时代周刊》年度風雲人物得獎為瑞典環保少女格蕾塔·童貝里，但此決定受到爭議。原因是年度風雲人物的另一個候選人物，在反對逃犯條例修訂草案運動中的香港抗議者，獲得的89%的支持度（有第三方投票更有95%的人支持其成為該年度風雲人物[24]），反而格蕾塔·童貝里的支持度僅13%，故受到反對人士非議此為《时代周刊》不願為得罪中華人民共和國政府的行為[25]。

- 2020年3月18日，中华人民共和国外交部宣布，针对美方将5家中国媒体驻美机构列为“外国使团”，对等要求《时代周刊》等5家美国媒体驻华分社向中方申报在中国境内所有工作人员、财务、经营、所拥有不动产信息等书面材料[26]。